# Arrogate
Arrogate (né le 11 avril 2013 - mort le 2 juin 2020) est un cheval de course Pur-sang américain, élu meilleur 3 ans de l'année en 2016 aux États-Unis et membre du Hall of Fame des courses américaines.

## Carrière en course
Acquis yearling pour 560 000 dollars par Juddmonte Farms aux ventes de septembre de Keeneland, Arrogate est envoyé à l'entraînement en Californie sous la responsabilité de Bob Baffert, l'un des plus prestigieux entraîneurs américains, élu au Hall of Fame en 2009. Il fait ses débuts tardivement, en avril 2016 (au moment où ses contemporains s'apprêtent à disputer la Triple Couronne), sur l'hippodrome de Los Alamitos, concluant à la troisième place d'un maiden sur 1 200 mètres : ce sera sa seule défaite de l'année. Rallongé, le poulain s'impose en juin sur les 1 700 mètres de Santa Anita, puis enchaîne avec deux victoires dans des courses à conditions. Son entraîneur décide alors de faire le grand saut en envoyant son protégé à l'Est, à Saratoga, pour disputer directement un groupe 1, les Travers Stakes, où il doit se mesurer aux classiques Exaggerator et Creator, vainqueurs respectifs des Preakness Stakes et des Belmont Stakes, ainsi qu'au champion en devenir Gun Runner. C'est alors que, désormais monté par Mike E. Smith, il se révèle au grand public en écrasant la course, l'emportant de 13 longueurs et demi, battant au passage le record de la course, qui datait de 1979. Une telle performance place permet aussitôt à Arrogate de se faire un nom dans l'élite des courses, et c'est dans la peau du deuxième favori qu'il prend part à la Breeders' Cup Classic, dont le cheval le plus en vue n'est autre que le champion California Chrome. Celui-ci ne pourra rien faire contre son cadet, dans une course où le troisième, Keen Ice, termine à dix longueurs des deux champions. Arrogate s'affirme bien comme le meilleur cheval d'Amérique, et même si le titre de Cheval de l'année lui échappe au profit de California Chrome, il se console en obtenant le titre de meilleur 3 ans, et cela, chose rare, sans avoir disputé la moindre course classique au printemps. Mieux, les deux rivaux se voient octroyés par la FIAH les ratings respectifs de 133 et 134, ce qui fait d'Arrogate le numéro un mondial en 2016.   

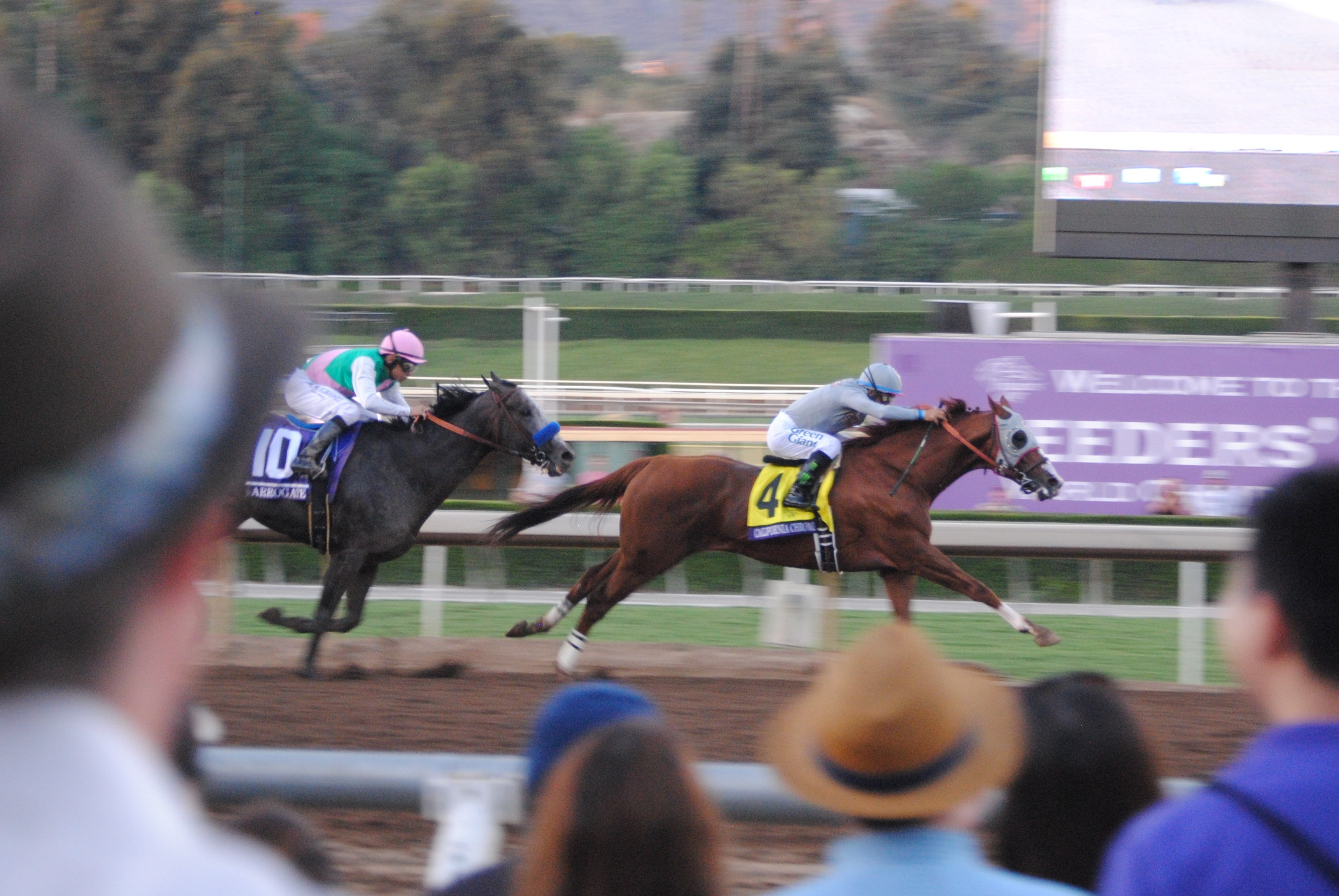
Arrogate s'apprête à dépasser California Chrome à l'arrivée de la Breeders' Cup Classic 2016.

En 2017, désormais âge de 4 ans, Arrogate s'aligne au départ de la première édition de la Pegasus World Cup, alors la course la plus richement dotée au monde, avec ses 12 millions de dollars d'allocation. Il retrouve California Chrome, lequel n'a pas été gâte par le tirage au sort des places à la corde, puis qu'il doit s'élancer dans la stalle no 12, tout à l'extérieur, une position de départ rédhibitoire sur l'hippodrome de Gulfstream Park, en Floride. Arrogate en profite pour s'imposer très facilement, de cinq longueurs, en établissant un nouveau record de la piste. Il enchaîne fin mars avec la Dubaï World Cup, son premier déplacement à l'étranger. Grandissime favori, il s'impose encore une fois très nettement, devant Gun Runner, alors qu'il semblait encore loin des premiers durant le parcours à la suite d'un mauvais départ et un parcours défavorable. En remportant les deux courses les plus richement dotées de la planète, il confirme son statut de numéro 1 mondial et devient, pour un temps, le cheval le plus riche de tous les temps, battant le record du Japonais T M Opera O avec plus de 17 millions de dollars de gains. En outre, Timeform revoit son rating à la hausse, passant de 139 à un exceptionnel 141, soit le huitième plus élevé jamais accordé, ce qui le place au même niveau que Mill Reef. Ce rating sera toutefois réévalué à la fin de la carrière du champion à 139. 
Après plusieurs mois de repos, Arrogate fait sa rentrée en juillet à San Diego, dans un groupe 2. Une formalité a priori pour un tel cheval, qui part écrasé d'argent. Et pourtant, à la surprise général le crack semble en perdition durant le parcours et finit dans le lointain, quatrième sur cinq partants. Un mois plus tard, il est en appel dans le Pacific Classic, toujours disputé sur l'hippodrome de Del Mar. Mais s'il court en progrès, il ne parvient pas non plus à l'emporter, terminant deuxième du 3 ans Collected. Arrogate ne serait-il plus le même cheval que l'an passé ? Invoquant la fatigue consécutive à son déplacement victorieux à Dubaï, ainsi qu'une rentrée prématurée à San Diego, Bob Baffert présente son champion au départ du Classic 2017, qui doit être sa dernière compétition avant de rejoindre le haras. Il doit y affronter Collected, West Coast, un 3 ans sur la montante et surtout Gun Runner, qui, monté par le Français Florent Géroux, a depuis aligné trois victoires en autant de sorties, à chaque fois dans des courses de groupe 1. Après un départ catastrophique, Arrogate se trouve attardé durant tout le parcours et ne peut se mêler à l'emballage final, terminant cinquième alors que Gun Runner triomphe devant West Coast. Arrogate se retire donc sur cette nette défaite, Bob Baffert confirmant qu'il "n'est plus le cheval que l'on a connu", mais laissera le souvenir d'un des chevaux les plus doués de son époque. En 2023, il est élu au Hall of Fame des courses américaines.

### Résumé de carrière
| Date        | Hippodrome      | Pays        | Course                | Statut      | Distance    | Jockey      | Place       | Écart       | Vainqueur ou deuxième |
| 2016, 3 ans | 2016, 3 ans     | 2016, 3 ans | 2016, 3 ans           | 2016, 3 ans | 2016, 3 ans | 2016, 3 ans | 2016, 3 ans | 2016, 3 ans | 2016, 3 ans           |
| ----------- | --------------- | ----------- | --------------------- | ----------- | ----------- | ----------- | ----------- | ----------- | --------------------- |
| 18 avril    | Los Alamitos    | États-Unis  | Maiden                |             | 1 200 m     | M. Garcia   | 3e / 6      | 3/4         | Westbrook             |
| 5 juin      | Santa Anita     | États-Unis  | Maiden                |             | 1 700 m     | R. Bejarano | 1er / 5     | 4 ½         | Giant Expectations    |
| 24 juin     | Santa Anita     | États-Unis  | Allowance             |             | 1 700 m     | R. Bejarano | 1er / 5     | 5 ¼         | Dusaichi Samurai      |
| 4 août      | Del Mar         | États-Unis  | Allowance             |             | 1 700 m     | R. Bejarano | 1er / 3     | 1 ¾         | Kristo                |
| 27 août     | Saratoga        | États-Unis  | Travers Stakes        | Gr. 1       | 2 000 m     | M. Smith    | 1er / 13    | 13 ½        | American Freedom      |
| 6 novembre  | Santa Anita     | États-Unis  | Breeders' Cup Classic | Gr. 1       | 2 000 m     | M. Smith    | 1er / 9     | 1/2         | California Chrome     |
| 2017, 4 ans |                 |             |                       |             |             |             |             |             |                       |
| 28 janvier  | Gulfstream Park | États-Unis  | Pegasus World Cup     | Gr. 1       | 1 800 m     | M. Smith    | 1er / 12    | 4 ¾         | Shaman Ghost          |
| 25 mars     | Meydan          | Dubaï       | Dubai World Cup       | Gr. 1       | 2 000 m     | M. Smith    | 1er / 14    | 2 ¼         | Gun Runner            |
| 23 juillet  | Del Mar         | États-Unis  | San Diego Handicap    | Gr. 2       | 1 700 m     | M. Smith    | 4e / 5      | 15 ½        | Accelerate            |
| 20 août     | Del Mar         | États-Unis  | Pacific Classic       | Gr. 1       | 2 000 m     | M. Smith    | 2e / 7      | 1/2         | Collected             |
| 5 novembre  | Del Mar         | États-Unis  | Breeders' Cup Classic | Gr. 1       | 2 000 m     | M. Smith    | 5e / 11     | 6 ¼         | Gun Runner            |

## Au haras
En 2018, Arrogate s'installe comme étalon à Juddmonte Farms, à 75 000 dollars la saillie, un tarif revu à la baisse en 2020, à 50 000 dollars. Il y meurt prématurément en juin 2020, à l'âge de 7 ans. Sa maigre production donnera davantage encore de regret quant à son potentiel d'étalon, puisqu'on y compte pas moins de sept vainqueurs de groupe 1 :  
- Arcangelo  – Belmont Stakes, Travers Stakes, 3 ans de l'année aux États-Unis (2023).
- Seize The Grey – Preakness Stakes, Pennsylvania Derby.
- Secret Oath – Kentucky Oaks.
- Mr Fisk : Hollywood Gold Cup.
- Cave Rock – Del Mar Futurity, American Pharoah Stakes.
- Fun To Dream – La Brea Stakes.
- And Tell Me Nolies – Debutante Stakes.

## Origines
Arrogate appartient à l'ultime génération de Unbridled's Song, mort en 2013, un lauréat de la Breeders' Cup Juvenile devenu étalon de tête aux États-Unis. Unbridled's Song, dont le prix de saillie a atteint la barre des 100 000 dollars en 2010 a donné notamment cinq lauréats de Breeders' Cup (Arrogate, Unbridled Elaine, Unrivaled Belle, Midshipman, Liam's Map), la championne Eight Belles (deuxième du Kentucky Derby) ou encore Will Take Charge (3 ans de l'année en 2013). Les performances d'Arrogate ont valu à son père d'être sacré, à titre posthume, tête de liste des étalons américains en 2017.
Côté maternel, Arrogate se réclame de sa mère, Bubbler, placée de groupe, et de sa troisième mère la championne Meadow Star, élue meilleure 2 ans aux États-Unis en 1990, lauréate de la Breeders' Cup Juvenile Fillies et de cinq autres groupe 1.

### Pedigree
| Origines de Arrogate (USA), mâle gris né en 2013 | Origines de Arrogate (USA), mâle gris né en 2013 | Origines de Arrogate (USA), mâle gris né en 2013 | Origines de Arrogate (USA), mâle gris né en 2013 |
| ------------------------------------------------ | ------------------------------------------------ | ------------------------------------------------ | ------------------------------------------------ |
| Père Unbridled's Song 1993                       | Unbridled 1987                                   | Fappiano                                         | Mr. Prospector                                   |
| Père Unbridled's Song 1993                       | Unbridled 1987                                   | Fappiano                                         | Killaloe                                         |
| Père Unbridled's Song 1993                       | Unbridled 1987                                   | Gana Facil                                       | Le Fabuleux                                      |
| Père Unbridled's Song 1993                       | Unbridled 1987                                   | Gana Facil                                       | Charedi                                          |
| Père Unbridled's Song 1993                       | Trolley Song 1983                                | Caro                                             | Fortino                                          |
| Père Unbridled's Song 1993                       | Trolley Song 1983                                | Caro                                             | Chambord                                         |
| Père Unbridled's Song 1993                       | Trolley Song 1983                                | Lucky Spell                                      | Lucky Mel                                        |
| Père Unbridled's Song 1993                       | Trolley Song 1983                                | Lucky Spell                                      | Incantation                                      |
| Mère Bubbler 2006                                | Distorted Humor 1993                             | Forty Niner                                      | Mr. Prospector                                   |
| Mère Bubbler 2006                                | Distorted Humor 1993                             | Forty Niner                                      | File                                             |
| Mère Bubbler 2006                                | Distorted Humor 1993                             | Danzig'a Beauty                                  | Danzig                                           |
| Mère Bubbler 2006                                | Distorted Humor 1993                             | Danzig'a Beauty                                  | Sweetest Chant                                   |
| Mère Bubbler 2006                                | Grechelle 1995                                   | Deputy Minister                                  | Vice Regent                                      |
| Mère Bubbler 2006                                | Grechelle 1995                                   | Deputy Minister                                  | Mint Copy                                        |
| Mère Bubbler 2006                                | Grechelle 1995                                   | Meadow Star                                      | Meadowlake                                       |
| Mère Bubbler 2006                                | Grechelle 1995                                   | Meadow Star                                      | Inreality Star (Famille 16-g)                    |